# Фінальний портрет
«Фінальний портрет» — британська біографічна драма про швейцарського художника Альберто Джакометті. Світова прем'єра стрічки відбулась 11 лютого 2017 року на Берлінському міжнародному кінофестивалі.

## Сюжет
У 1964 році американський критик та цінитель мистецтва Джеймс Лорд, під час нетривалого візиту в Парижі, отримує пропозицію попозувати для портрета Альберто Джакометті. Джеймс погоджується. Двоє насолоджується атмосферою Парижа та говорять про мистецтво.

## У ролях
| Актор          | Роль                |
| -------------- | ------------------- |
| Джеффрі Раш    | Альберто Джакометті |
| Армі Гаммер    | Джеймс Лорд         |
| Клеманс Поезі  | Керолайн            |
| Тоні Шалуб     | Дієго Джакометті    |
| Джеймс Фолкнер | П'єр Матіс          |
| Сільвія Тестю  | Аннетт Арм          |

## Створення фільму

### Виробництво
Зйомки фільму почались у лютому 2016 в Лондоні.

### Знімальна група
- Кінорежисер — Стенлі Туччі
- Сценарист — Стенлі Туччі
- Кінопродюсери — Нік Бауер, Гейл Іган, Іланн Джирард
- Кінооператор — Денні Коен
- Композитор — Еван Лурі
- Кіномонтаж — Каміла Тоніоло
- Художник-постановник — Джеймс Меріфілд
- Артдиректор — Девід Гіндл
- Художник по костюмах — Ліза Брейсі
- Підбір акторів — Ніна Голд[5].

## Сприйняття

### Критика
Фільм отримав позитивні відгуки. На сайті Rotten Tomatoes оцінка стрічки становить 77 % на основі 43 відгуків від критиків (середня оцінка 6,7/10) і 61 % від глядачів із середньою оцінкою 3,5/5 (120 голосів). Фільму зарахований «стиглий помідор» від кінокритиків та «попкорн» від глядачів, Internet Movie Database — 6,5/10 (507 голосів), Metacritic — 77/100 (10 відгуків критиків).

### Номінації та нагороди
| Нагороди та номінації фільму «Фінальний портрет» | Нагороди та номінації фільму «Фінальний портрет» | Нагороди та номінації фільму «Фінальний портрет» | Нагороди та номінації фільму «Фінальний портрет» | Нагороди та номінації фільму «Фінальний портрет» | Нагороди та номінації фільму «Фінальний портрет» |
| Рік                                              | Кінофестиваль/кінопремія                         | Категорія/нагорода                               | Номінант                                         | Результат                                        |                                                  |
| ------------------------------------------------ | ------------------------------------------------ | ------------------------------------------------ | ------------------------------------------------ | ------------------------------------------------ | ------------------------------------------------ |
| 2017                                             | Премія британського незалежного кіно             | Найкраща робота художника-постановника           | Джеймс Меріфілд                                  | Номінація                                        |                                                  |